# Głupcy (singel)
Głupcy – singel polskiej piosenkarki Ani Karwan, wydany 10 sierpnia 2018 i promujący album Ania Karwan. 
Kompozycja reprezentowała Polskę w plebiscycie OGAE Song Contest 2019, podczas którego w finale konkursu zajęła 17. miejsce i uzyskała 35 punktów. 
Utwór znalazł się na 18. miejscu listy AirPlay – Top, najczęściej odtwarzanych utworów w polskich rozgłośniach radiowych i pokrył się w Polsce platynową płytą.

## Geneza utworu i historia wydania
Tekst do utworu przy współpracy z wokalistką napisała Karolina Kozak, a muzykę wraz z wokalistką skomponowali Bogdan Kondracki oraz Tomasz Świerk. W opisie utworu opublikowanego w serwisie YouTube napisano, iż:

Tematem piosenki jest niszczycielska, niczym nieuzasadniona zazdrość, która jest w stanie zburzyć nawet najsilniejsze relacje – stąd znamienny tytuł.

Singel ukazał się nakładem wytwórni 2trackrecords w formacie promo oraz digital download 10 sierpnia 2018 na terenie Polski. 27 grudnia 2018 utwór został zaprezentowany telewidzom stacji TVN w programie Dzień dobry TVN. 28 maja 2019 singel w wersji akustycznej został wykonany na żywo w ramach cyklu recitali Poplista Live Sessions radia RMF FM.
Utwór znalazł się w grupie piętnastu polskich propozycji, spośród których polski oddział stowarzyszenia OGAE wyłaniał reprezentanta kraju na potrzeby plebiscytu OGAE Song Contest 2019 (wśród propozycji znalazł się również inny singel wokalistki, „Słucham Cię w radiu co tydzień”). Zdobywając 457 punktów (w tym 15 najwyższych not 12-punktowych), kompozycja wygrała polskie selekcje i reprezentowała kraj w plebiscycie międzynarodowym, podczas którego w finale konkursu zajęła 17. miejsce i uzyskała 35 punktów.

## Teledysk
Do utworu powstał teledysk w reżyserii Michała Liszcza, który udostępniono w dniu premiery singla za pośrednictwem serwisu YouTube. Wideoklip opowiada o zazdrości oraz kłótni między kochankami, którzy w ostatniej scenie nagrania się godzą. Zdjęcia do teledysku nakręcono w łódzkim Hotelu Polonia. W wideoklipie piosenkarka wystąpiła wraz z Tomaszem Świerkiem, Adrianną Małecką oraz Jakubem Kryształem. Stylizacje stworzyły Ewa Rubasińska-Ianiro oraz Magdalena Makarewicz.

## Lista utworów
- Promo, digital download[10]

1. „Głupcy” – 3:09

## Pozycje na listach przebojów
Kompozycja znalazła się na 18. miejscu zestawienia AirPlay – Top, jak również 1. pozycji listy AirPlay – Nowości. Utwór pojawił się także na wielu radiowych listach przebojów, między innymi na 2. miejscu Poplisty radia RMF FM oraz 11. pozycji na Szczecińskiej Liście Przebojów Radia Szczecin.

### Pozycje na listach airplay
| Kraj   | Lista (2018)      | Pozycja |
| ------ | ----------------- | ------- |
| Polska | AirPlay – Top     | 18      |
| Polska | AirPlay – Nowości | 1       |

### Pozycje na listach przebojów
| Kraj   | Lista (2018)                                 | Pozycja |
| ------ | -------------------------------------------- | ------- |
| Polska | RMF FM (Poplista)                            | 2       |
| Polska | Radio Szczecin (Szczecińska Lista Przebojów) | 11      |

## Certyfikaty
| Kraj          | Certyfikat      | Sprzedaż |
| ------------- | --------------- | -------- |
| Polska (ZPAV) | platynowa płyta | 20 000+  |